# Norberto Outes
Norberto Daniel Outes (né le 10 octobre 1953 à Buenos Aires en Argentine) est un joueur de football argentin.